# The Pineapple Incident
"The Pineapple Incident" (tạm dịch: "Tai nạn Dứa") là tập phim thứ 10 trích từ mùa đầu tiên của sê-ri truyền hình của sê-ri truyền hình How I Met Your Mother được phát sóng chính thức vào ngày 28 tháng 11 năm 2005. Đây chính là tập phim có lượng khán giả cao nhất trong mùa 1 và trong tổng cộng sáu mùa của How I Met Your Mother

## Nội dung
Trong tập phim này, Barney, Marshall, Lily đều thuyết phục Ted uống 5 ly 'Rồng Đỏ' (một loại rượu đặc biệt pha chế bởi Carl tại quán MacLaren's), vì vậy, anh đã "uống mà không cần nghĩ", khiến anh say xỉn và thức dậy cùng một cô nàng nằm cạnh giường, trái dứa trên bàn, bị bong gân mắt cá chân cùng đầu óc hoàn toàn trống rỗng. Anh đồng thời cũng đã phát hiện áo của mình bị cháy. Ted đã hỏi hai vợ chồng Marshall và Lily vào tối hôm qua, hai người kể lại rằng anh đã mở hộp nhạc, leo lên bàn và hát trước mọi người, nhưng lại vô tình bị ngã, khiến anh bị bong gân, hai người sau đó đã đưa anh lên giường ngủ của mình, nhưng không hề hay biết về cô gái trên giường. Ted đã tiếp tục gọi cho Barney, nhưng phát hiện anh đang trong bồn tắm, anh đã kể lại rằng Ted sau đó đã gọi cho Robin và anh chính là người đã đốt cháy áo của Ted nhưng lại giúp anh về giường ngủ. Ted sau đó đã tiếp tục tìm thấy một dòng chữ trên tay với nội dung "hãy gọi vào số điện thoại khi Ted ngất ở đâu đó." Anh đã vô tình gọi cho người pha chế của quán rượu, Carl và đồng thời kể cho Ted chuyện tối hôm qua khi anh phải vào nhà vệ sinh để nôn (kết thúc "kỷ lục không bị nôn" từ năm 1993), nói với Carl về nghĩa của từ "karaoke" và gọi cho Robin đến quán và làm gì đó "điên cuồng." Chính vì điều này mà anh và những người bạn đã hoài nghi rằng cô gái nằm trên giường chính là Robin, nhưng trong lúc đánh thức cô, Robin đã gọi đến. Cô gái "huyền bí" trên giường (thủ vai bởi Danica McKellar), Trudy, đã thức dậy, kể toàn bộ câu chuyện rằng Ted đã không nôn và trò chuyện với cô trong nhà vệ sinh nữ. Khi Robin đến, anh đã kêu Trudy trốn trong phòng, nhưng cô đã trốn ra khỏi nhà bằng cầu thang cứu hỏa trước khi anh "chứng minh" cho Robin rằng anh đã "tiến bước." Ted Tương lai sau đó đã kể lại rằng Trudy không hề gửi một tin nhắn phản hồi nào cho anh và không hề biết trái dứa từ đâu ra, mặc dù vậy, họ vẫn ăn nó.

## Âm nhạc
- Bài hát trong máy nhạc được bật chính là "Voices" của Cheap Trick.

## Nối tiếp
- Trong tập "Game Night", Ted tiết lộ rằng anh đã nói dối về "kỷ lục không bị nôn" từ năm 1993 khi anh đã say và nôn lên thảm nhà của Robin vào bữa hẹn đầu tiên.
- Trong tập "Third Wheel", Ted đã gặp Trudy tại quán rượu một lần nữa và cùng cô và chị em kết nghĩa lên căn hộ của mình.

## Văn hóa Đại chúng
- Câu nói của Marshall, "Bad Idea Jeans," được chương trình Saturday Night Live tạo nên một quảng cáo quần bò thập niên 1990 mang tên "Bad Idea Jeans."

## Sản xuất
- Carter Bays sau đó đã thừa nhận rằng anh đã học một bài học từ tập phim này là không nên tự đưa mình vào thế bí. Câu thoại "chúng tôi không biết được trái dứa từ đâu ra" chính là chi tiết không nên được kể.[1]